# Le Gault-du-Perche
Le Gault-du-Perche, anteriormente Le Gault-Perche, es una población y comuna francesa, en la región de Centro, departamento de Loir y Cher, en el distrito de Vendôme y cantón de Droué.

## Demografía
| 695 | 636 | 575 | 490 | 360 | 301 |
| Para los censos de 1962 a 1999 la población legal corresponde a la población sin duplicidades (Fuente: INSEE [Consultar]) |     |     |     |     |     |